# Лукас Ватценроде (єпископ)
Лукас Ватценроде (29 листопада 1447, Торунь — 29 березня 1512, Торунь) — римо-католицький релігійний дііяч, вармійський єпископ. Вуйко та опікун Ніколауса (Миколая) Коперніка

## Батьки та їх роди
Батько — Лукас Ватценроде (? — 1462) — урядник, громадський діяч, міщанин та лавник у Торуні. Заможний купець, власник села Славково. Походив з сілезького роду (околиці Свідніці), який осів у Торуні. У 1439—1462 роках — очільник суддівської лави у Торуні. Негативно ставився до тевтонського ордену. У 1453 році був обраний делегатом від міста на з'їзд у Ґрауденці, який готував повстання проти тевтонців. Під час Тринадцятирічної війни був діяльним на теренах Торуня та Ґданська, його обрали скарбником Пруського союзу. Також брав участь у битвах під Лашином та Марієнбурґом, надавав значні позики, від повернення частини яких відмовився. 
Мати — дружина батька Катаріна Руссе.

## З життєпису
Навчався у школі св. Йогана (Івана) у Торуню, де його вчителем був приятель батьків Конрад Ґесселен. Його опікуном після смерті батька став швагро Тілеман фон Аллен. Взимку 1463 року був прийнятий на відділ вільних мистецтв Краківського університету. З 8 червня 1465 року навчався у Кельні, де став бакалавром (1466) та магістром (1468) вільних мистецтв.
У 1469 році продав швагру успадковані від батька 9 ланів у селі Славково. З 1470 року почав навчатись у Болонському університеті. Під час науки був обраний «прокуратором» студентів німецької нації у 1472 році. Як здібний студент, незважаючи на відсутність докторського ступеня, у зимовому семестрі 1473 року став викладати канонічне право.
Опікувався «партикулярною школою» Братів спільного життя (Героніміанів) у Хелмно, яка мала добрі відгуки.
Краківський схоластик (1463), влоцлавський канонік (1477), доктор канонічного права Болонського університету (1473).